# Schandpaal (Berlare)

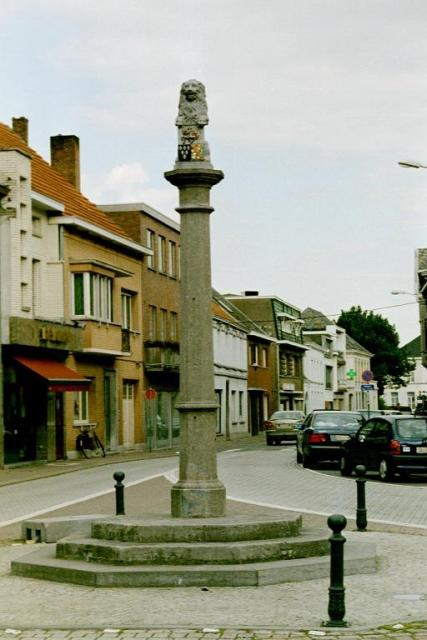
Schandpaal

De schandpaal is een monument op het dorpsplein in de Oost-Vlaamse plaats Berlare. Per regeringsbesluit is hij op 8 februari 1946 tot beschermd monument verklaard. Hij staat opgesteld in het midden van het dorpsplein, aan de oostzijde van de Sint-Martinuskerk, voor het gemeentehuis en vlak tegenover het huis van de laatste baljuw van Berlare, Jean Joseph Van den Breen.

## Geschiedenis
Deze schandpaal zou vermoedelijk opgericht zijn aan het einde van de 17de eeuw door de familie Vanden Meersche, die van 1688 tot 1791 de heerlijkheid Berlare in bezit had.
In de Franse Tijd werd vermoedelijk de arduinen bekroning met schildhoudende leeuw verwijderd en raakte verdwenen. Enkel de achthoekige arduinen zuil bleef bewaard.
Bij de dorpsrenovatie in 1989 kreeg de achthoekige zuil een restauratiebeurt en werd omgeven door een gekasseid pleintje. Met een stoepaanleg werd hij gescheiden van het verkeerskruispunt. In 1991 werd een nieuwe bekroning ontworpen door Medard Adam en in blauwe hardsteen gekapt door beeldhouwer Gerard Thienpont. Het betreft een zittende leeuw die het wapenschild van de fusiegemeente Berlare vasthoudt.
De arduinen leeuw bevindt zich op een arduinen achthoekige zuil (voetstuk en kapiteel inbegrepen) van ca. 390 cm hoogte, staand op een brede achthoekige getrapte arduinen basis met drie treden.
Op vrijdag 20 september 1991 heeft de inhuldiging plaatsgevonden.